# Кубок України з гандболу серед жінок 2021—2022
Кубок України з гандболу 2021-2022 — гандбольний турнір за Кубок України серед українських жіночих команд. Проводитиметься всьоме після відновлення у 2016 році.. Турнір складався з двох раундів та був достроково припинений. Володаря Кубка України визначено не було.
Жеребкування пар-учасниць 1/8 фіналу відбулось 17 грудня 2021 року. Команди були розділені у 2 „кошики“. До першого потрапили 6 команд Суперліги та вищолігова «ЗУНУ-Енерго ШВСМ» (Тернопіль), як учасник «фіналу чотирьох» минулорічного Кубка України, до другого — сім команд Вищої ліги. З допомогою генератора випадкових чисел було складено сім пар.
Згідно з регламентом, у першому та другому раунді команди-суперниці проводили між собою два матчі, по одному на майданчику кожного з суперників, перший мав матч проводитись на майданчику команди, яка за вказана першою, але за домовленістю можливе проведення обох матчів на майданчику однієї з команд. Перед кожним з етапів проводилось жеребкування. До «фіналу чотирьох» повинні були потрапити три переможці у парах чвертьфіналістів та переможець у матчах 1/8 фіналу «ДЮІ» (Кривий Ріг) – «Галичанка» (Львів), але у зв’язку з повномасштабною російсько-українською війною, введенням на всій території Україні воєнного стану наступні матчі розіграшу Кубка України з гандболу не відбулися.

## 1/8 фіналу
«Бровари БСФК» (Бровари) – «Карпати» (Ужгород) -:+ 
«СумДУ» (Суми) — «ЗУНУ-Енерго ШВСМ» (Тернопіль) -:+ 
15, 16 січня 2022 р. м. Київ 

«ХНУ ДЮСШ 1» (Хмельницький) – «Спартак-ШВСМ» («Спартак-Київ») (Київ) 23:25; 24:31.
15, 16 січня 2022 р. м. Ужгород 

«СДЮШОР Карпати» (Ужгород) — «Реал» (Миколаїв) 22:44; 20:41.
15, 22 січня 2022 р. м. Рівне 

«Рівне-ДЮСШ-4» (Рівне) – «ТНУ ДЮСШ 21» (Київ) 23:22; 29:22.
21, 22 січня 2022 р. м. Львів 

«ДЮІ» (Кривий Ріг) – «Галичанка» (Львів) 19:46; 19:48.
22, 23 січня 2022 р. м. Херсон 

«Львівська політехніка-ЛФКС» (Львів) – «Дніпрянка» (Херсон) 21:33; 21:34.

## 1/4 фіналу
Жеребкування відбулось 31 січня 2022 р. З допомогою генератора випадкових чисел було складено три пари чвертьфіналістів
12, 19 лютого 2022 р.

«Дніпрянка» — «Спартак-ШВСМ» 33:21; 32:17.

18, 19 лютого 2022 р.

«Карпати» — «ЗУНУ-Енерго ШВСМ»46:28; 48:26.

15, 16 лютого 2022 р.

«Реал» — «Рівне-ДЮСШ-4» 41:23; 48:28.